# Invasive Group A Streptococcus
Invasive Group A Streptococcus disease of IGAS is een infectie met een bacterie uit de streptococcus groep A (zoals Streptococcus pyogenes) die vanwege hun invasieve 'gedrag' een serieus risico vormt. IGAS kan een aantal verschillende aandoeningen veroorzaken:
- Streptokokkenfaryngitis
- Roodvonk
- Impetigo
- Necrotiserende fasciitis
- Cellulitis
- Toxischeshocksyndroom
- Acuut reuma
- Acute glomerulonefritis